# Xie of Shang
|  | Dieser Artikel wurde aufgrund von inhaltlichen Mängeln auf der Qualitätssicherungsseite der Redaktion Ostasien eingetragen. Dies geschieht, um die Qualität der Artikel aus dem Themengebiet Ostasien auf ein akzeptables Niveau zu bringen. Dabei werden Artikel gelöscht, die nicht signifikant verbessert werden können. Bitte hilf mit, die inhaltlichen Mängel dieses Artikels zu beseitigen, und beteilige dich bitte an der Diskussion! |

Xie (chinesisch 偰) oder Qi (chinesisch 契) war ein alter chinesischer Adliger, ein Vorfahr der Könige der Shang-Dynastie. Er ist der erste bekannte Vorfahr. Über seinen Vater Zhao Ming der Shang und Großvater der Xiang Tu hinaus ist sein Stammbaum nicht bekannt.
Xies Vater war Kaiser Ku, und seine Brüder waren Houji, Kaiser Zhi und Kaiser Yao. Seine Mutter war eine von vier Frauen von Ku‒Jiang Yuan, Jiandi, Qingdu, und Changyi.
Im Buch Mengzi 3A.4 des Menzius wird Xie als Urheber der wichtigen Aussage über die Menschlichen Beziehungen genannt: 聖人有憂之，使契為司徒，教以人倫：父子有親，君臣有義，夫婦有別，長幼有序，朋友有信。放勳曰：『勞之來之，匡之直之，輔之翼之，使自得之，又從而振德之。』聖人之憂民如此，而暇耕乎？. Wilhelm übersetzt: "Das tat den Heiligen leid, und sie ernannten Siä zum Lehrmeister. Er unterwies das Volk in den Verpflichtungen der Menschen, dass zwischen Vater und Sohn die Liebe ist, zwischen Fürst und Diener die Pflicht, zwischen Mann und Frau der Unterschied der Gebiete der Tätigkeit, zwischen alt und jung der Abstand, zwischen Freund und Freund die Treue."